# Нещасний (повість)
«Нещасний» (рос. «Несчастный») — повість Тараса Шевченка російською мовою 1855 року, написана ним під час його заслання у Новопетровському укріпленні.

## Написання
Повість була написана Шевченком між 24 січня — 20 лютого 1855 року в Новопетровському укріпленні. Повість «Несчастный», на думку більшості дослідників прози Шевченка, належить до найбільш вдалих з художнього погляду його творів повістевого жанру. Чи не першим досить високу оцінку цій повісті дав М. І. Костомаров, висловивши переконання, що вона зайняла б «почетное место между лучшими произведениями наших беллетристов, если б она была напечатана».

## Видання
Вперше згадано про твір було в журналі «Основа» за 1862 рік (№ 3. — с. 142) в «Извещении о прозаических сочинениях Т. Гр. Шевченка на великорусском языке», яке подав М. М. Лазаревський. У повідомленні йдеться про автограф, який нині зберігається в Інституті літератури ім. Т. Шевченка.
Вперше повість надруковано за цим автографом у журналі «Исторический вестник» за 1881 рік (№. 1. — с. 1-45), з вступною заміткою М. І. Костомарова. Публікація має значні відміни від автографа (виправлення, пропуски, невірні прочитання). Наприклад, після речення «…тихонько вошла Марья Федоровна и остолбенела от ужаса» (аркуш 13) дописано речення, якого нема в автографі: «Началась страшная баталия, прерванная, как мы видели, возвращением Аксиньи» («Исторический вестник». — 1881. — № 1 — с. 35). Пропущено рядки: «Вскоре раздался звук замка, и Юлия Карловна улыбнулась. Через несколько минут вышла Марья Федоровна с пачкою ассигнаций в руках» (аркуш 14).
Вперше твір введено до збірки творів у виданні: «Поэмы, повести и рассказы Т. Г. Шевченка, писанные на русском языке. С портретом поэта» / Издание редакции «Киевской старины» (Киев, 1888. — с. 690—744). Текст подано за автографом, в деяких місцях — комбіновано за автографом та першодруком. Наприклад, речення «Крепость О. как нельзя более в гармонии с окружающей ее местностью» подано: «Крепость О. как нельзя более гармонирует с окружающею ее местностию» (с. 690), що близько до виправлення, зробленого у першодруці: «Крепость О. как нельзя более гармонировала с окружающею ее местностию» («Исторический вестник». — 1881. — № 1. — с. 1). Уперше повість введено до зібрання творів у виданні: «Шевченко Т. Повна збірка творів: У 5 т.» (К., 1939. — Т. 3. — с. 241—306), де здійснено першу наукову публікацію повісті за автографом.

## Сюжет
Задум повісті, її ідейно-художня, морально-дидактична спрямованість (що переважно пов'язана з типом так званих «несчастных», зображених в образі головного героя твору — Іполита Хлюпіна, дворянина, записаного в рядові з волі рідної матері) значною мірою з'ясовані самим Шевченком у його щоденникових записах від 21 — 25 червня 1857 року. В них ідеться про одного з «растленных сыновей безличных эгоистов родителей», сина статського радника Порцієнка, що служив в одній роті з Шевченком. Вражений його моральним падінням, Шевченко занотував 25 червня 1857 року: «Где и когда успел он так глубоко заразиться всеми гнусными нравственными болезнями? […] И это сын статского советника, следовательно, нельзя предполагать, чтобы не было средств дать ему не какое-нибудь, а порядочное воспитание. И что же? Никакого. Хорош должен быть и статский советник». Записи ці, зроблені хоч і більш як через два роки після написання повісті, свідчать, що явище, зображене у ній, було типове для тодішнього російського суспільства, зокрема, й російської армії, казарма якої була своєрідною в'язницею для різного роду моральних виродків та справжніх злочинців. «До прибытия моего в Орскую крепость я и не воображал о существовании этих гнусных исчадий нашего православного общества. […] Слово „несчастный“ имело для меня всегда трогательное значение, пока я его не услышал в Орской крепости. Там оно для меня опошлело, и я до сих пор не могу возвратить ему прежнего значения. Потому что я до сих пор вижу только мерзавцев под фирмою несчастных». Моральна деградація цих «несчастных» така вражаюча, що Шевченко, порівнюючи їх з «колодниками и даже с клейменными каторжниками», вважає, що для цих останніх «слово „несчастный“ более к лицу, нежели этим растленным сыновьям безличных эгоистов родителей».
Теми виховання, визначального впливу середовища на формування особистості присутні в багатьох творах Шевченка. Вони виразно проявилися в повісті «Музыкант», особливо ж були розвинені у написаній того ж 1855 року, що і «Несчастный», повісті «Близнецы». Згубний вплив суспільних обставин на долю людини — одна з центральних тем серії малюнків «Притча про блудного сина» (виконані в Новопетровському укріпленні у 1856—1857 роках). У повісті «Несчастный» Шевченко художньо переконливо показує глибинний зв'язок між моральним падінням Іполита та аморальністю й духовною спустошеністю його батьків — жалюгідного «собачника» відставного ротмістра Хлюпіна й жорстокої, підступної, егоїстичної Марії Федорівни. Критичне зображення побуту цієї поміщицької родини — одна з тематичних ліній повісті, де яскраво розкрилися великі можливості таланту Шевченка-сатирика, певними своїми гранями близького до сатиричної манери М. В. Гоголя.
Іншою тематичною лінією повісті «Несчастный» — є тема великого міста, що акцентувалася у петербурзьких повістях М. В. Гоголя і вже пізніше у творчості Ф. М. Достоєвського. Повість «Несчастный», як вважає П. І. Зайцев, — «одна з найстаріших так званих міщанських повістей, де змальовано середовище, в якому немає вже нічого людського — справжня моральна трясовина на соціяльному болоті». У цьому аспекті є певний зв'язок Шевченкової повісті з поширеним у російській і західноєвропейських літературах 1830—1840-х років жанром фізіологічного нарису.
Певні ідейно-тематичні перегуки з «Невским проспектом» М. В. Гоголя (що теж близький до жанру фізіологічного нарису) помітні саме в плані зображення міського дна — тема морального падіння жінки, втягнутої у притони розпусти, породжені «мишурною образованностию и страшным многолюдством столицы». Художню ідею образу молодої красуні-повії, що ніби магічною силою зачаровує героя гоголівської повісті Піскарьова, щоб потім так боляче розчарувати його цинізмом, прагматичним егоїзмом і «наглостью мужчины», не менш яскраво й оригінально Шевченко розвинув у образі Марії Федорівни.
Тепле співчутливе зображення позбавлених батьківської ласки й турботи, покривджених дітей-сиріт Колі й Лізи, перемога добра у фіналі повісті вказує на певні типологічні перегуки і з творами Ч. Діккенса.

## Автограф
Рукопис на нумерованих автором 15 подвійних та одному одинарному аркушах in 4°; остання сторінка чиста. Автограф має багато авторських поправок. Текст твору остаточно не викінчений: є пропуски необхідних за змістом слів, трапляються повтори одного і того ж слова, недописані слова, пропущені букви й склади, не уніфіковано фіктивне ім'я одного з персонажів повісті — дочки Хлюпіна. Автограф датований: на аркуші 1, поряд із заголовком повісті, Шевченко, очевидно, позначив початок роботи — «24 генваря», на останньому аркуші — «1855, 20 февраля» — її закінчення.